# مركب B

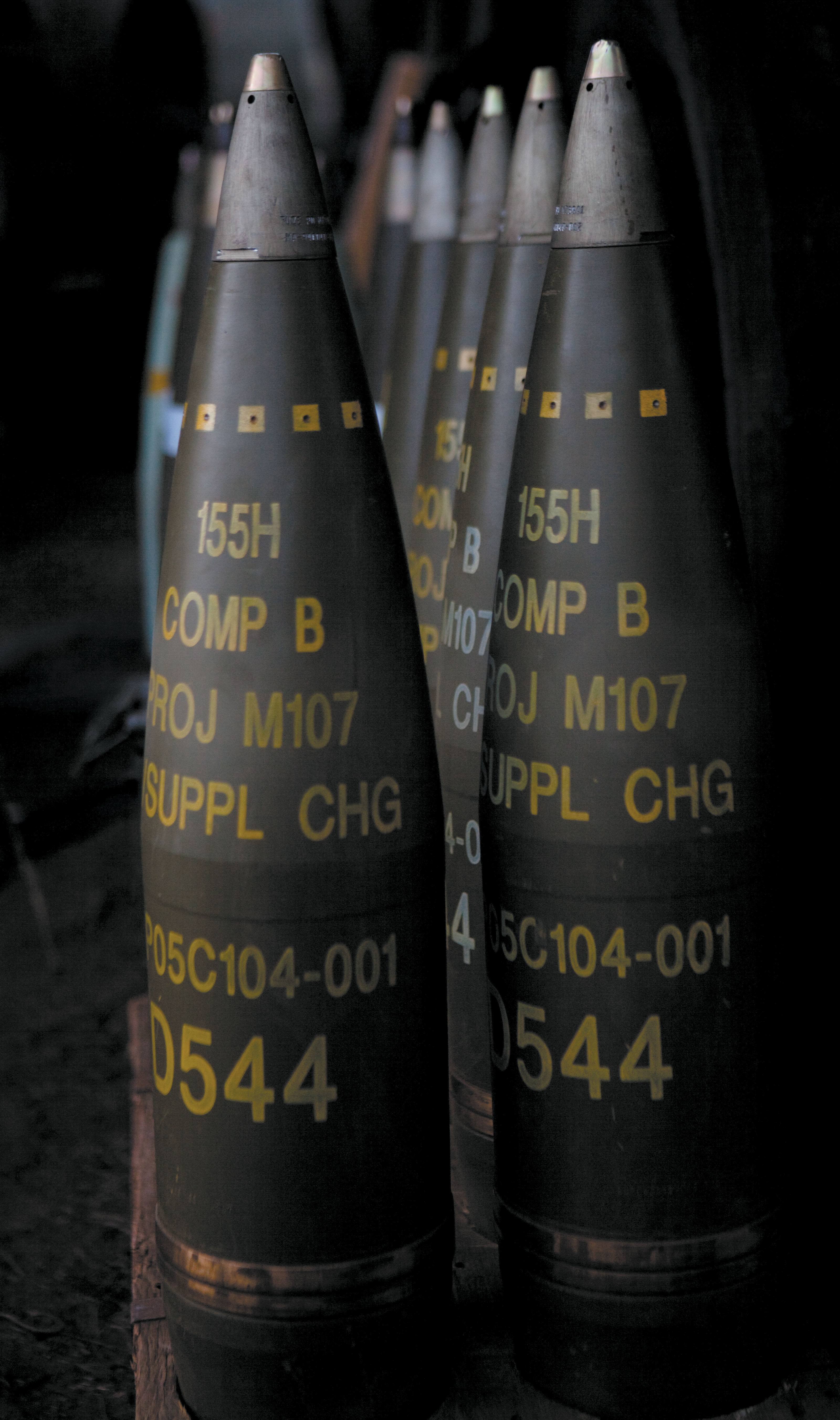
تحتوي قذيفة ام 107 على مركب B.

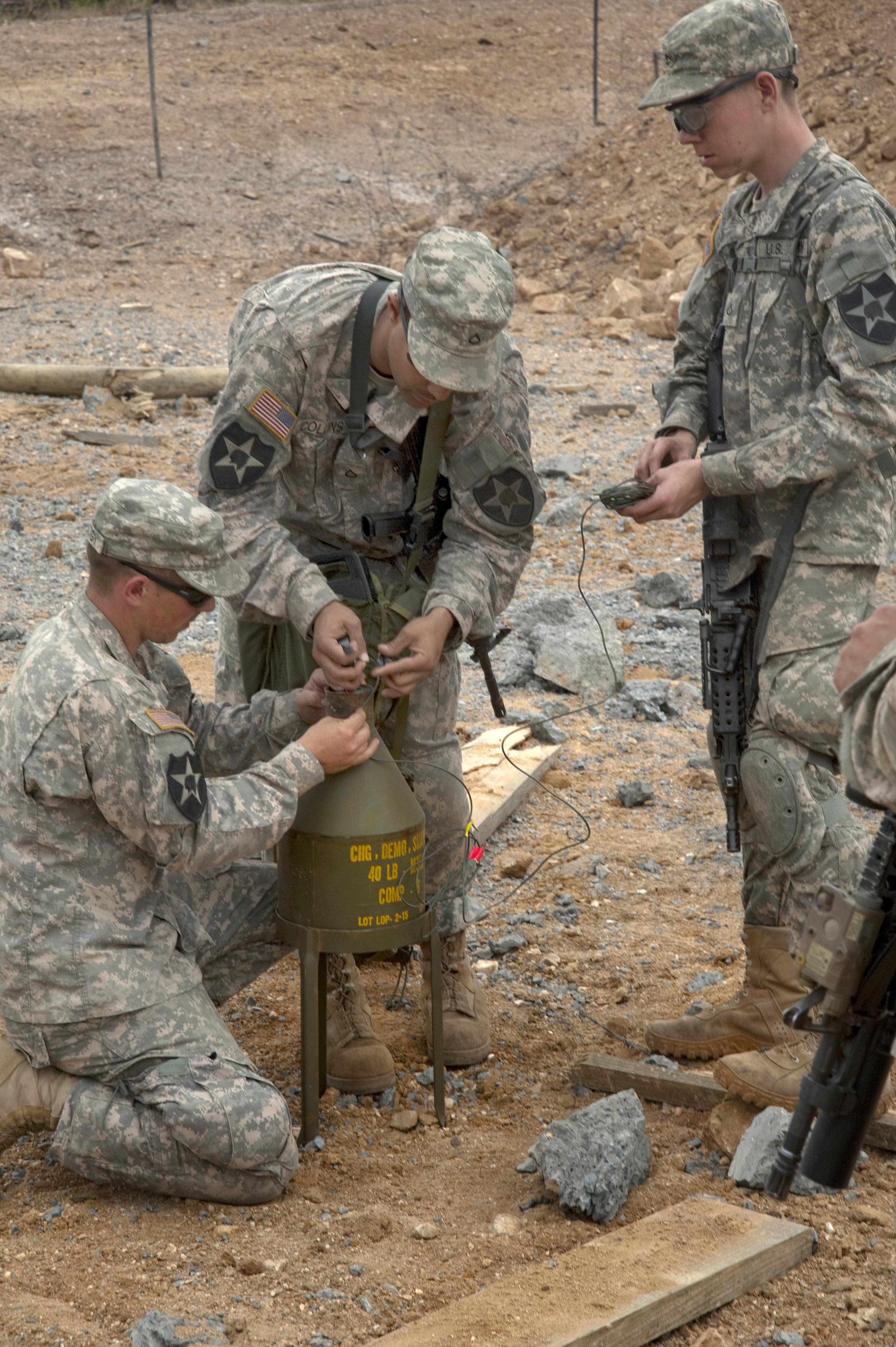
مركب B تستخدم في أغراض مختلفة مثل الهدم

مركب B هو مادة متفجرة تتكون من خلطات من آر دي إكس وتي إن تي. وهي تستخدم كحشو متفجر رئيسي لقذائف المدفعية والصواريخ والألغام الأرضية والقنابل اليدوية والعديد من الذخائر الأخرى. تم استخدامه للعدسات الانفجارية في أول سلاح نووي من نوع الانفجار الذي طورته الولايات المتحدة.
النسب القياسية للمكونات (بالوزن) هي:
59.5٪ آر دي إكس (سرعة تفجير 8,750 م/ث)
39.4٪ تي إن تي (سرعة تفجير 6,900 م/ث)
1٪ شمع برافين.
والأكثر شيوعا تكون بالشكل التالي: 60/40 تي إن تي / آر دي إكس مع 1 ٪ امن شمع برافين.

## الخصائص
- الكثافة: 1.65 جم / سم3
- سرعة التفجير: 8,050 م / ث

## الاستعمال
مركب B شائع جدا في ذخائر الدول الغربية وكان الحشو المتفجر القياسي من أوائل الحرب العالمية الثانية حتى أوائل الخمسينات القرن العشرين عندما بدأت متفجرات أقل حساسية مثل مركب H6 التي بدأت تحل محلها في العديد من أنظمة الأسلحة. استمر بعض موردي الذخيرة المعتمدين من قبل حلف الناتو في استخدام المركب B في منتجاتهم.
يرتبط التركيب B بـ سيكلوتول الذي يحتوي على نسبة أعلى من آر دي إكس (تصل إلى 75٪) كما انه المركب الرئيسي في قذائف الهاون.